# Рождественский (Алтайский край)
Рождественский — упразднённый посёлок в Рубцовском районе Алтайского края. Входил в состав Новосклюихинского сельсовета. Исключен из учетных данных в 1983 г.

## История
Основан в 1923 г. В 1928 г. состоял из 154 хозяйств. Центр Рождественского сельсовета Рубцовского района Рубцовского округа Сибирского края. В 1931 г. состоял из 240 хозяйств, центр сельсовета Рубцовского района.

## Население
По переписи 1926 г. в селе проживало 806 человек (415 мужчины и 391 женщина), основное население русские. По оценке 1931 г. в селе проживало — 1144 человека